# Xerox XNS
Xerox Network Services (XNS) — набір протоколів, розроблений Xerox в системі архітектури Xerox Network. Вони призначені для використання в різноманітних середовищах передачі, процесорах і прикладних задачах офісу. Кілька протоколів XNS схожі на Протокол Internet (IP) і Протокол управління передачею (TCP), розроблених агентством DARPA для Міністерства оборони США (DoD). XNS передувала і вплинули на розвиток взаємодії відкритих систем (OSI) мережевої моделі.
Завдяки своїй доступності та ранній появі на ринку, XNS був прийнятий більшістю компаній, що використовували локальні мережі з моменту їх появи, у тому числі компаніями Novell, Inc., Ungermann-Bass, Inc. (яка тепер є частиною Tandem Computers) і 3Com Corporation. За час, що минув відтоді, кожна з цих компаній внесла різні зміни в протоколи XNS. Novell доповнила їх Протоколом доступу до послуг (Service access protocol — SAP), щоб забезпечити об'явлення про ресурси, і модифікувала протоколи Рівня 3 OSI (які Novell перейменувала на Internetwork Packet Exchange — IPX) для роботи в мережах IEEE 802.3, а не в мережах Ethernet. Ungermann-Bass модифікувала RIP для підтримки затримки, а також числа пересилань. Були також внесені інші незначні зміни. З плином часу реалізації XNS для мережі РС стали більш популярними, ніж XNS в тому вигляді, в якому вони були спочатку розроблені компанією Xerox.